# Coregonus baunti
Coregonus baunti es una especie de pez de la familia Salmonidae en el orden de los Salmoniformes.

## Distribución geográfica
Se encuentra en Rusia.